# Філіппов Костянтин Іванович
Костянтин Іванович Філіппов (1900, місто Москва, тепер Російська Федерація — травень 1983, місто Москва, тепер Російська Федерація) — радянський діяч, залізничник, заступник народного комісара шляхів сполучення СРСР, начальник Середньоазіатського округу залізниць. Депутат Верховної ради Казахської РСР 1-го скликання. Депутат Верховної Ради СРСР 2-го скликання. 

## Біографія
З 1916 по 1917 рік навчався в технічному училищі в Москві. Був заарештований на один тиждень за участь у маніфестації. У 1917 році навчався в Імператорському Комісарівському технічному училищі.
У 1917—1919 роках — учень слюсаря автоматної бригади, слюсар, помічник машиніста паровоза депо станції Москва.
З 1919 по 1920 рік служив у Червоній армії.
У 1920—1925 роках — машиніст паровоза депо станції Москва-1.
Член РКП(б) з 1924 року.
У 1925—1928 роках — паровозний майстер, заступник начальника дільниці станції Любліно.
У 1928—1931 роках — студент Московського інституту шляхів сполучення.
У 1931—1932 роках — головний інженер Ярославського паровозоремонтного заводу.
У 1932—1933 роках — головний інженер експериментального заводу в Любліно.
У 1933—1935 роках — начальник депо станції Москва-1.
У 1935—1937 роках — начальник відділу Народного комісаріату шляхів сполучення СРСР.
У 1937—1938 роках — начальник Туркестано-Сибірської залізниці. У 1938 році був уповноваженим Народного комісаріату шляхів сполучення СРСР із організації перекидування військ у район військового конфлікту на річці Халхін-гол.
У 1938—1942 роках — заступник народного комісара шляхів сполучення СРСР.
У 1942 році — начальник Рязано-Уральської залізниці.
У 1942—1944 роках — начальник Оренбурзької залізниці. У 1943 році був уповноваженим Народного комісаріату шляхів сполучення СРСР із відновлення Сталінградського залізничного вузла.
У 1944—1945 роках — начальник Свердловської залізниці.
У 1945—1946 роках — начальник Туркестано-Сибірської залізниці.
У 1946—1951 роках — начальник Середньоазіатського округу залізниць.
У 1951—1953 роках — начальник Західної залізниці в місті Смоленську.
У 1953—1959 роках — начальник Калінінської залізниці в місті Смоленську.
З 1959 року — на пенсії; директор Смоленського заводу засобів автоматики.
Потім — персональний пенсіонер союзного значення в Москві. Помер у травні 1983 року в Москві.

## Звання
- генерал-директор тяги 2-го рангу (1943)

## Нагороди
- три ордени Леніна
- орден Вітчизняної війни І ст.
- два ордени Трудового Червоного Прапора
- два ордени Червоної Зірки
- медалі
- знак «Почесному залізничнику» СРСР